# Realme
A realme egy Android-alapú okostelefonokat és AIoT okoseszközöket gyártó márka, melyet a kínai Sencsenben székelő Realme Chongqing Mobile Telecommunications Corporation Ltd. hozott létre. A céget Li Ping-csung (Li Bingzhong) (ismertebb nevén Sky Li) alapította 2018. május 4-én, aki korábban az Oppo alelnöke volt. A realme a BBK Electronics leányvállalata (akárcsak a OnePlus, az Oppo és a Vivo) és az Oppo almárkájaként indult, majd végül különálló márkaként jelent meg a piacon.
Szlogenje Dare To Leap, mely nagyjából annyit tesz: Merj lépni, merj belevágni. A márka 2022-re már több mint 60 tengerentúli piacon volt jelen és 30 országban a TOP 5 okostelefon-márka között szerepel.

## Történet

### 2010–2018
- 2010-ben jelent meg Kínában OPPO Real néven. Egészen a 2018. május 4-ig az Oppo (a BBK Electronics leányvállalata) almárkája volt.[3]
- A gyártó első telefonja 2018 májusában jelent meg, realme 1 néven.[4]
- 2018. július 30-án Sky Li, az Oppo akkori alelnöke bejelentette lemondását és jelezte szándékát a realme független márkává alakításáról.[5]
- 2018 októberében a márka rekordot állít: 2 millió okostelefont ad el a legnagyobb indiai e-kereskedelmi fesztivál, a Diwali során.[6]
- 2018. szeptember 28-án a realme belép a délkelet-ázsiai piacra és stratégiai együttműködést köt a Lazadával, Délkelet-Ázsia legnagyobb e-kereskedelmi platformjával.[7]
- 2018. november 22-én a realme az indiai piac első számú okostelefon márkájává válik,[8] a realme-felhasználók száma meghaladja a 3 milliót.

### 2019
- 2019. januárjában a realme tovább terjeszkedik, megjelenik például Indonéziában, Vietnámban, Malajziában, a Fülöp-szigeteken, Thaiföldön, Egyiptomban és Pakisztánban.[9]
- 2019. március 31-én a gyártó hivatalosan is belép az európai piacra.[10]
- 2019. szeptemberében a realme lett az első okostelefon gyártó, amely Qualcomm Snapdragon 7 5G chippel szerelt készüléket dobott a piacra, valamint bejelentésre került az első 64 megapixeles realme telefon,[11] a realme XT.
- 2019. október 28-án a realme a 7. a globális okostelefon márkák között. 10 millió leszállított okostelefonnal és 808%-os növekedési ütemmel elnyeri a "leggyorsabban növekvő okostelefon márka a világon" címet.[12]
- 2019. november 1-én a gyártó belép a spanyol piacra és mindössze másfél hónap alatt az ország Top 5 okostelefon márkája közé kerül, mellyel kiérdemli a "Spanyolország leggyorsabban növekvő okostelefon márkája" címet.[13]
- 2019. decemberében a realme X2 Pro elnyer számos fajsúlyos, nemzetközi sajtódíjat. Többek között az Android Authority "Szerkesztők Ajánlása – Legjobb Választás”[14] és a GSM Arena "Legjobb csúcsmodell Kihívó Okostelefon 2019-ben"[15] címét.
- Év végére a realme globális okostelefon szállítmányai átlépik a 25 milliós darabszámot.[16]

### 2020
- 2020. január 7-én a realme kiadja az első 5G termékét, a realme X50 5G-t Kínában.[17]
- 2020. április 7-én a Fukaszava Naoto formatervező által tervezett realme x2 Pro Master Edition ’Red Brick’ és ’Concrete’ elnyeri a 2020-as nemzetközi Red Dot Design Award díjat.[18]
- 2020. június 23-án a gyártó hivatalosan is belép az AIoT területre és meghirdeti a kettős „Okostelefon+AIoT” stratégiáját, kiadja a realme Link alkalmazást.[19]
- 2020. július 16-án a realme bemutatja a 125W-os UltraDartCharge technológiát, megnyitva az utat az 5G-gyorstöltési korszak előtt.[20]
- 2020. július 31.: A realme-t négy egymást követő negyedévben a világ leggyorsabban növekvő okostelefon-márkájának nevezték, a hetedik helyet foglalja el a globális okostelefon-rangsorban.[21]
- 2020 nyarán a realme megjelenik Magyarországon is.[22]
- 2020 novemberében a realme a világ leggyorsabban növekvő márkájaként érte el az 50 millió okostelefon-eladás mérföldkövét.[23]
- 2020. december 15-én a cég bemutatta hivatalos kabalafiguráját, realmeowt, akit Mark A. Walsh animátor (több Pixar produkcióban is dolgozott) tervezett.[24]

### 2021
- 2021-ben a realme a leggyorsabban növekvő európai okostelefon márka 280%-os éves növekedéssel. Második helyen a szintén BBK Electronicshoz tartozó Oppo, 70%-os növekedéssel.[25]
- 2021. március 4-én a realme bejelenti a realme GT készüléket, amelyet #trueflagshipkiller-nek nevez. A telefon Snapdragon 888-cal, 120 Hz-es Super AMOLED kijelzővel, 4500 mAh-ás akkumulátorral és 65W-os SuperDartCharge gyorstöltéssel rendelkezik.[26]
- 2021. augusztus 18-án a márka eléri a százmilliomodik leszállított telefont.[27] Bemutatásra kerül a realme GT Master, mely a világon egyedülálló tervezésű, bőrönd hatású, vegán bőr hátlapot kapott.[28]
- 2021 harmadik negyedévében 831%-os növekedési rátával a realme a leggyorsabban növekvő 5G okostelefon-márka lett.[29]

### 2022
- 2022. januárjában elindul az Android 12 és a realme UI 3.0 frissítések kiküldése a készülékekre.[30]
- 2022. február 28-án a realme bejelenti a realme GT2 sorozatot a barcelonai MWC Mobile World Congress kiállításon.[31] A realme "Pop-Up Store"[32] eseménysorozat keretében mutatja be legújabb készülékét Európában, ideiglenes boltok nyílnak egy-egy hétvégére többek között Madridban, Varsóban, Milánóban és Párizsban. Az MWC-n beharangozták a világ első, 150W-os töltésre képes készülékét, a realme GT Neo 3-at.[33]
- 2022. május 16-án Francis Wong veszi át a realme Europe vezérigazgatói posztját.[34]
- 2022. május 28-án a realme megnyitja első európai üzletét, a realme store-t Budapesten, a Lurdy Házban.[35][36]
- 2022. június 1-én elindult a gyártó hivatalos magyarországi webshopja

## Termékek
A vállalat számos termékkel rendelkezik, különösen az indiai és kínai piacon.[forrás?]